# Vòi voi chụm
Vòi voi chụm (danh pháp: Heliotropium marifolium) là loài thực vật có hoa trong họ Mồ hôi. Loài này được J.König ex Retz. miêu tả khoa học đầu tiên năm 1781.